# 乌孝慎
乌孝慎，渤海国官员，乌氏。
大彝震咸和十一年（唐武宗会昌元年、日本承和八年、841年），随政堂省左允贺福延出使日本，任判官，仁明天皇授任他为正五位下。咸和十八年（唐宣宗大中二年、日本嘉祥元年、848年）秋，再随永宁县丞王文矩出使日本，任副使，仁明天皇授任他为從四位。唐大中十二年（日本天安二年、858年）冬，刚刚即位的大虔晃派他第三次出使日本，任命他为大使，同行百余人，次年（唐大中十三年、日本贞观元年）正月，在珠洲登陆，因清和天皇为文德天皇居丧，未获允入京，在加贺停留，七月，回国。此行曾将唐朝的《长庆宣明历》传于日本，对日本有很大影响，日本使用此历达八百年。